# Сири (язык)
Сири (также сирьянчи, сирава; англ. siri, siryanci, sirawa; самоназвание: siri) — чадский язык, распространённый в центральных районах Нигерии. Входит в группу северные баучи (варджи, па’а-варджи) западночадской языковой ветви.
Численность говорящих — около 3800 человек (2006). Находится на грани исчезновения. Язык бесписьменный.

## Классификация
Согласно классификации, приведённой в справочнике языков мира Ethnologue, язык сири включается в группу  северные баучи (варджи) (или B.2) подветви баучи-баде западночадской языковой ветви вместе с языками аджава, цагу (чивогай),  дири, кария, мбурку, мия, па’а (афава), варджи и зумбун (джимбин).
В классификации, предложенной в базе данных по языкам мира Glottolog, показаны некоторые особенности генетических связей внутри группы северные баучи, или B.2. Наряду с языком сири группу западночадских языков B.2 образуют языки аджава, чивогай (цагу), дири, мбурку, па’а, зумбун (джимбин) и кластер варджи-гала-кария.
В классификациях афразийских языков чешского лингвиста В. Блажека и британского лингвиста Р. Бленча язык сири также включается в объединение северные баучи, или варджи, которое сближается в рамках ветви баучи-баде с языками баде-нгизим.
Так, в классификации В. Блажека язык сири отнесён к подгруппе языков северные баучи наряду с языками варджи, па’а, дири, мия, джимбин, мбурку, кария и цагу. Подгруппа северные баучи при этом вместе с подгруппой баде-нгизим образуют в данной классификации одну из двух групп наряду с группой южные баучи, которые входят в свою очередь в одну из двух подветвей западночадской языковой ветви.
В классификации Р. Бленча язык сири вместе с языками дири, па’а, сирзаквай (варджи), кария, мбурку, мия, зумбун (джимбин) и чивогай (цагу) отнесён к подгруппе варджи, которая вместе с подгруппой баде образует группу баде-варджи, противопоставленную группе заар, в составе подветви западночадских языков В.
Классификация, в которой язык сири включается в группу северные баучи, или па’а-варджи, подветви баучи-баде приводится также в работе С. А. Бурлак и С. А. Старостина «Сравнительно-историческое языкознание».

## Лингвогеография

### Ареал и численность
Область распространения языка сири размещена в центральной Нигерии на территории штата Баучи — в районе Нинги.
Ареал сири состоит из двух разрозненных частей, каждая из которых со всех сторон окружена ареалами близкородственных западночадских языков. Одна часть ареала, большая по размеру, с запада и с востока граничит с ареалом языка хауса, с юго-запада — с территориями национального парка и с редконаселёнными территориями. На юге к этой части ареала сири примыкает ареал языка герума, на юго-востоке — ареал языка джими, на севере — ареал языка мия. Другая часть ареала сири, меньшая по размеру, расположена к северо-востоку от уже рассмотренной части. С запада она граничит с ареалом языка па’а, с юга и востока — с ареалом языка хауса, с северо-востока — с ареалом языка варджи, с северо-запада — с ареалом языка дири.
Численность носителей языка сири по данным 1971 года составляла 2000 человек, по данным 1977 года — 3000 человек. Согласно данным справочника Ethnologue, численность этнической общности сири в 2006 году достигала 3800 человек, из них языком сири владела лишь незначительная её часть. По современным оценкам сайта Joshua Project численность этнической общности сири составляет 5200 человек (2017).

### Социолингвистические сведения
Согласно данным сайта Ethnologue, по степени сохранности язык сири относится к вымирающим языкам, поскольку этот язык используется в основном представителями этнической общности сири старшего поколения, среднему и младшему поколению язык сири больше не передаётся. Стандартной формы у языка сири нет. Большинство представителей этнической общности сири придерживается традиционных верований, имеются также группы мусульман (25 %) и христиан (15 %).